# Cuantificación (ciencia)
En matemáticas y ciencias empíricas, la cuantificación es el acto de contar y medir que mapea las observaciones de los sentidos humanos y las experiencias en cantidades. La cuantificación en este sentido es fundamental para el método científico. 

## Ciencias naturales
Una cierta medida de la importancia general indiscutible de la cuantificación en las ciencias naturales se puede deducir de los siguientes comentarios: 
- "Estos son simples hechos, pero son hechos cuantitativos y la base de la ciencia".[1]
- Parece que es universalmente cierto que "el fundamento de la cuantificación es la medición".[2]
- Hay pocas dudas de que "la cuantificación proporcionó una base para la objetividad de la ciencia".[3]
- En la antigüedad, "los músicos y los artistas ... rechazaban la cuantificación, pero los comerciantes, por definición, cuantificaban sus asuntos para poder sobrevivir, los hacían visibles en el pergamino y el papel."[4]
- Cualquier "comparación razonable entre Aristóteles y Galileo muestra claramente que no se puede descubrir una legalidad única sin una cuantificación detallada".[5]
- Incluso hoy en día, "las universidades utilizan instrumentos imperfectos llamados 'exámenes' para cuantificar indirectamente algo que llaman conocimiento''.[6]

Este significado de cuantificación viene bajo el título de pragmática. 
En algunos casos, en las ciencias naturales, se puede cuantificar un concepto aparentemente intangible mediante la creación de una escala, por ejemplo, una escala de dolor en la investigación médica o una escala de incomodidad en la intersección de la meteorología y la fisiología humana, como el índice de calor que mide la percepción percibida. El efecto del calor y la humedad, o el factor de enfriamiento del viento que mide los efectos percibidos combinados del frío y el viento.

## Ciencias sociales
En las ciencias sociales, la cuantificación es una parte integral de la economía y la psicología. Ambas disciplinas reúnen datos: la economía mediante la observación empírica y la psicología mediante la experimentación, y ambas utilizan técnicas estadísticas, como el análisis de regresión, para extraer conclusiones. 
En algunos casos, una propiedad aparentemente intangible se puede cuantificar pidiéndole a los sujetos que califiquen algo en una escala, por ejemplo, una escala de felicidad o una escala de calidad de vida, o mediante la construcción de una escala por parte del investigador, como en el índice de Libertad Económica  En otros casos, una variable no observable puede cuantificarse reemplazándola con una variable proxy con la cual está altamente correlacionada; por ejemplo, el producto interno bruto per cápita se usa a menudo como un proxy del nivel de vida o la calidad de vida. 
Con frecuencia, en el uso de la regresión, la presencia o ausencia de un rasgo se cuantifica empleando una variable ficticia, que toma el valor 1 en presencia del rasgo o el valor 0 en ausencia del rasgo. 
La lingüística cuantitativa es un área de la lingüística que se basa en la cuantificación. Por ejemplo, índices de gramaticalización de los morfemas, como la falta fonológica, la dependencia del entorno y la fusión con el verbo, se han desarrollado y se ha encontrado que están significativamente correlacionados entre las lenguas con la etapa de evolución de la función del morfema.

## Ciencia dura contra ciencia blanda
La facilidad de cuantificación es una de las características utilizadas para distinguir las ciencias duras y blandas entre sí. Los científicos a menudo consideran que las ciencias duras son más científicas o rigurosas, pero esto lo discuten los científicos sociales que sostienen que el rigor apropiado incluye la evaluación cualitativa de los contextos más amplios de los datos cualitativos. En algunas ciencias sociales, como la sociología, los datos cuantitativos son difíciles de obtener, ya sea porque las condiciones de laboratorio no están presentes o porque los problemas involucrados son conceptuales pero no directamente cuantificables. Así, en estos casos se prefieren los métodos cualitativos. 